# المنظمة الدولية لعلم المفطورات
المنظمة الدولية لعلم المفطورات (اختصارًا IOM) هي منظمة غير ربحية تأسست في عام 1976. حيث تعمل على تعزيز دراسة المفطورات (الرخصيات)، وهي البكتيريا التي لا تحتوي على جدار خلوي، والأمراض المرتبطة بها.

## مجالات البحث
يقوم المعهد الدولي للطب بإصدار تقرير سنوي يغطي جميع مجالات علم المفطورات. تشمل مجالات البحث المحددة التي يتم إجراؤها حاليًا التهاب المفاصل الميكوبلازما، والميكوبلازما الطيرية، والميكوبلازما المزروعة في الخلايا، وعلم الوراثة الجزيئي، والبلازما النباتية، والبلازما اليوريبية. كما يركز المعهد الدولي أيضًا على مسببات الأمراض واللقاحات والأمراض الفطرية للحيوانات والنباتات الأليفة.

## الأعضاء
في عام 2013 بلغ عدد أعضاء المعهد حوالي 500 عضو. يشمل المتخصصون: علماء الأحياء الدقيقة، والأطباء السريريين، والكيميائيين الحيويين، وعلماء الحشرات، وعلماء أمراض النبات، والأطباء البيطريين، وعلماء الوراثة.